# WWE NXT Level Up
WWE NXT Level Up — стриминговая программа о рестлинге. Она выпускается американским рестлинг-промоушеном WWE, в ней участвуют исполнители из подразделения промоушена NXT. Она выходит в эфир по пятницам на сервисе Peacock в США и WWE Network на международном уровне. В программе представлены матчи, записанные либо до, либо после предыдущего эпизода NXT. Премьера шоу состоялась 18 февраля 2022 года в качестве замены 205 Live.
Шоу было зыкрыто 27 декабря 2024 года, а на смену ему пришло WWE LFG.

## История
В октябре 2019 года бренд WWE 205 Live объединился с брендом NXT, а потоковое телешоу 205 Live стало дополнительным шоу NXT. 15 февраля 2022 года WWE объявила, что 205 Live будет заменено новым шоу под названием NXT Level Up, которое будет транслироваться в прежнем пятничном вечернем слоте 205 Live в 10 вечера по восточному времени на сервисе Peacock в США и WWE Network на международном уровне. Премьера шоу состоялась 18 февраля 2022 года. Комментаторами шоу стали Суду Шах и Найджел Макгиннесс, а ринг-анонсерами — Алисия Тейлор и Келли Кинкейд. В главном событии первого эпизода Эдрис Энофе победил Кушиду.